# Gorița, Tărgoviște
Gorița (în bulgară Горица) este un sat în comuna Popovo, regiunea Tărgoviște,  Bulgaria. 

## Demografie
Componența etnică a satului Gorița
     Turci (32,53%)
     Bulgari (56,34%)
     Nicio identificare (11,11%)
     Altele (0%)
La recensământul din 2011, populația satului Gorița era de 126 locuitori. Din punct de vedere etnic, majoritatea locuitorilor (56,34%) erau bulgari, cu o minoritate de turci (32,53%). Pentru 11,11% din locuitori nu este cunoscută apartenența etnică.